# NGC 2360

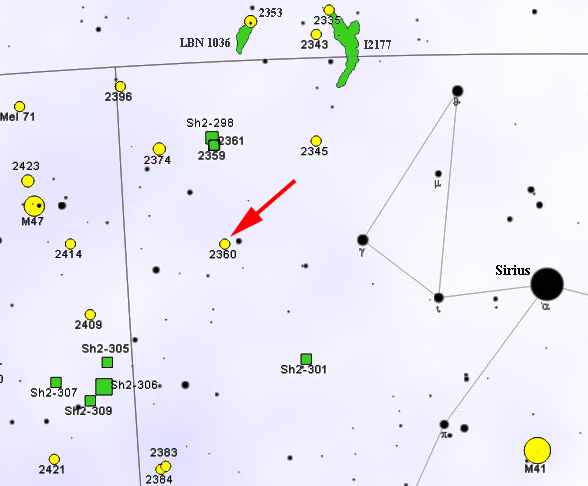
NGC 2360在星座圖上的位置。

NGC 2360，也稱為卡洛琳的星團，是位於大犬座的一個疏散星團。它是卡洛琳赫歇爾在1783年2月26日發現的，她寫道："一個被擠壓在直徑0.5度，標致的漂亮"。她的筆記一直被忽略，直到她的哥哥威廉·赫歇爾在1786年出版，包含1000個星雲和星團的目錄中，大家才知道她是發現者。這個星團位在天狼增四（大犬座γ）的東方3.5度，食雙星大犬座R西北方1度之處；它聚合的視星等為7.2等。它的視直徑為13角分。在這個星團西側邊緣，5.5等的HD 56405與星團之間沒有關聯性。
美國天文學家奧林·艾根在1968年對星團進行調查，確認在這個星團視場 中，最亮的HD 56847，視星等8.96，只是躺在星團前方，並不是這個星團的成員。他也確認其中有1或2顆藍掉隊星。這種比周圍的恆星更熱和更亮的恆星，看上去也比較年輕，並且可能已經歷過吞噬掉伴星的階段。目前，在這個星團中已經發現4顆這種恆星。瑞士天文學家Jean-Claude Mermilliod和米歇爾·麥耶分析這個星團中已經發展成為紅巨星中質量最小的那些恆星 －1.8至1.9太陽質量的恆星，測量出這個星團的年齡為22億。這個星團的直徑約為15光年，距離地球3,700光年。

## 外部連結
- WikiSky上关于NGC 2360的内容：DSS2, SDSS, GALEX, IRAS, 氢α, X射线, 天文照片, 天图, 文章和图片

Template:Caldwell catalogue